# Farma Wiatrowa Karścino
Farma Wiatrowa Karścino – elektrownia wiatrowa wybudowana w latach 2007–2009 na polach pomiędzy miejscowościami Mołtowo i Karścino. Elektrownia składa się z 60 wiatraków na powierzchni około 500 ha, całkowita moc znamionowa farmy wynosi 90 MW. 
Poprzedni właściciel, hiszpańska spółka Iberdrola sprzedała elektrownię polskiej Grupie Kapitałowej Energa. Wartość transakcji, która miała miejsce 26 lutego 2013 roku, obejmowała, poza sprzedażą FW Karścino, także sprzedaż przez Iberdrolę innych farm wiatrowych oraz pakietu projektów, przy czym część z nich została nabyta przez Energę, a część przez PGE – szacowana jest łącznie na około 1,1 mld zł.

## Produkcja prądu i usługi regulacji sieci elektroenergetycznej
Farma Wiatrowa Karścino jest, według danych z 2019 roku, piątą pod względem zainstalowanej mocy wiatraków farmą wiatrową w Polsce.
Ze względu na swą wielkość została wykorzystana do świadczenia usług regulacji napięcia w Krajowym Systemie Elektroenergetycznym – jako źródło mocy biernej. Współpraca farmy wiatrowej z siecią najwyższych napięć w zakresie usług regulacyjnych koordynowana jest przez węzeł energetyczny Dunowo na terenie spółki z grupy PSE: Polskie Sieci Elektroenergetyczne – PÓŁNOC Spółka z o.o.